# Morer

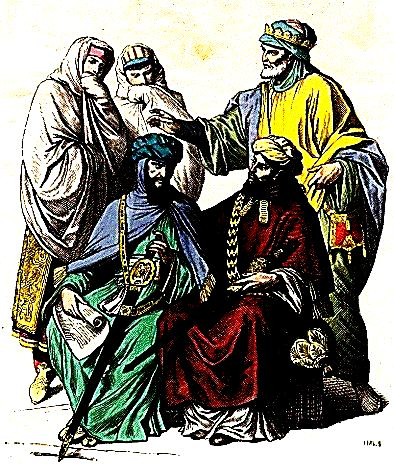
Moriska prinsar

Morer var ursprungligen en benämning som användes av romarna på de berber som bebodde det som romarna kallade Mauretania, och som styrdes av en klan som romarna kallade mauriklanen.
Morer kallades sedan de muslimer som under den islamiska expansionen intog och bebodde Iberiska halvön från 700-talet ända till slutet av 1400-talet och grundade al-Andalus. De flesta av dessa var inte araber utan kom till Iberiska halvön från den angränsande västra delen av Nordafrika.
Begreppet morer har på svenska framförallt använts löst som en beteckning på muslimer eller om muslimska minoriteter, och småningom om svarta folkgrupper i allmänhet.  Ordet finns kvar i morisk, för att beskriva arkitektur, konst och kläde som skapats under eller påverkats av den islamiska expansionen speciellt på Iberiska halvön men även i Nordafrika och på Sicilien.

## Historia
Även om morerna från och med tidig medeltid kom att sammankopplas med muslimer finns benämningen före islam. Det kommer från det lilla numidiska kungariket Maure från 200-talet f.Kr. i nuvarande norra centrala och västra delarna av Algeriet och delar av norra Marocko. . Namnet kom snart att användas på befolkningen från hela regionen. Den grekiske historikern och geografen Strabon skrev i sitt verk Geographica: "de kallades Maurisi av grekerna och Mauri av romarna" första årtiondena e.Kr.
Under den tiden var maurerna, sedermera morerna, handelspartner med Karthago, den självständiga stadsstaten grundad av fenicierna. I andra puniska kriget, 218–202 f.Kr. mellan Karthago och Rom, intog de moriska kungarna Syfax och Masinissa var sin sida. Den förstnämnde, Syfax, stred med karthagerna och Masinissa med romarna, vilket tydliggjordes vid slaget vid Zama. Efter det kunde morerna ingå avtal med romarna. Under kung Jugurtha drabbades romerska handelsmän indirekt av våldet under interna strider vilket ledde till konflikter med Rom, medan Juba II, en senare kung, höll fred med Rom. Så småningom inkorporerades området med romerska riket som provinserna Mauretania Caesariensis och Mauretania Tingitana medan området runt Karthago redan var en provins, Africa. Romerskt styre var tillräckligt fördelaktigt och effektivt för att provinserna fullständigt skulle inlemmas i romerska riket.
Under den tidiga kristendomen var Tertullianus och Augustinus två framstående berbiska kyrkomän. Efter romerska imperiets fall styrde vandalerna över stora delar av området och ett århundrade senare ersattes styret av bysantinska riket.
Varken vandalerna eller Bysans utövade något effektivt styre och inlandet var under morisk-berbisk kontroll. Under den islamiska expansionen stod berberna emot de arabiska arméerna i över 50 år. År 92 efter den muslimska kalendern, det vill säga år 710, bredde den islamiska expansionen ut sig över hela Nordafrika..
Samtidigt hade den islamiska erövringen även pågått österut, genom Indien och Sydostasien. När Filippinerna annekterades av spanjorerna på 1500-talet kallades de muslimska invånarna moros.

## Morerna på Iberiska halvön
År 711 räknas som det år de nu muslimska morerna erövrade det visigotiska kristna Hispania, Iberiska halvön. Under generalen Tariq ibn-Ziyad kom större delen av Iberiska halvön under islamiskt styre under en åttaårig kampanj. De fortsatte nordost över Pyreneerna men besegrades av frankerna och Karl Martell vid Poitiers år 732.
På 750-talet härjades det unga muslimska riket av interna konflikter vilket drabbade al-Andalus när abbasiderna ersatte Umayyaderna, men de senare skapade kalifatet Córdoba på Iberiska halvön och fortsatte regera i området i århundraden. Även om antalet morer som tog sig in på europeiska fastlandet var litet, konverterade många infödda till islam. Vid 1200-talets början bekände sig hela 5,6 miljoner av Iberiska halvöns 7 miljoner invånare till islam. Nykonverterade kallades för muladi, ett ord som även användes på personer vars föräldrar kom från europeisk och arabiskt ursprung eller berbiskt och arabiskt ursprung, och från vilket ordet mulatt härleds.
Efter en nedgångsperiod delades al-Andalus upp i flera små muslimska stadsstater, taifastater, delvis förenade med kalifatet Córdoba.
Det baskiska kungadömet Asturia initierade återerövringen, som kom att kallas Reconquista, strax efter den islamiska erövringen på 700-talet. De kristna kungarikena i norr och väst, exempelvis kungadömena Navarra, Galicien, León, Katalonien, Kastilien, Portugal, och Aragonien, började efter att ha säkrat sina gränser långsamt trycka på söderut. 
På 1200-talet lyckades de kristna kungarna inta de centrala delarna och Portugal. Emiratet av Granada i dagens spanska region Andalusien fortsatte blomstra i ytterligare tre sekel. Idag är palatsområdet Alhambra ett världsarv. Den 2 januari 1492 kapitulerade det sista muslimska fästet i Granada till en kristen armé under ett nyligen enat Spanien, där de aragoniska och kastilianska förenats genom giftermål.
Efter det kristna erövrandet tvingades judar och muslimer i landsflykt eller till konvertering. Konvertiterna kallades morisco om de varit muslimer och marrano om de varit judar. Eftersom kungaparet Isabella och Ferdinand II misstänkte att konvertiterna fortsatte praktisera sina tidigare religioner hade den spanska inkvisitionen skapats år 1478.
Filip III utvisade i början av 1600-talet de sista morer som inte ville omvända sig till kristendomen. De flesta bosatte sig i Osmanska riket, främst i Nordafrika. 

## Arkitektur

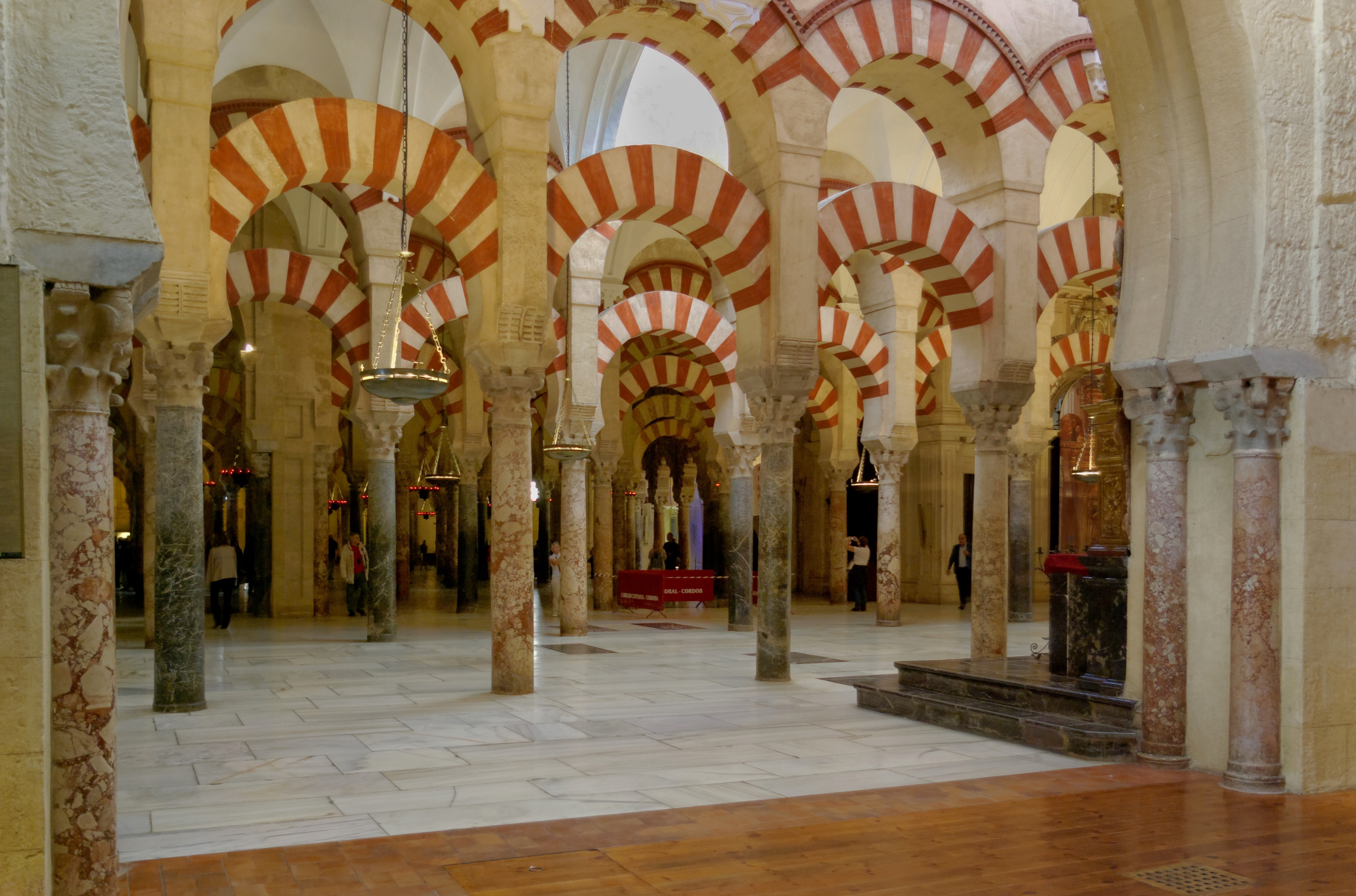
Mezquitans interiör, Córdoba

Morisk arkitektur används för att beskriva den muslimska arkitekturen i Nordafrika och de delar av Spanien och Portugal som dominerades av morerna mellan åren 711 och 1492. De bästa exemplen är La Mezquita i Cordoba, Alhambrapalatset i Granada och klocktornet Giralda i Sevilla. Andra exempel är ruinstaden Medina Azahara (936–1010) utanför Córdoba, kyrkan och före detta moskén San Cristo de la Luz i Toledo, Aljafería i Saragossa och baden i städerna Ronda och Alhambra i Granada.
Det finns en tydlig skillnad mellan den arabiska arkitekturen i södra Spanien och den moriska arkitekturen i södra Portugal. De morer som slog sig ner i Portugal blev aldrig bortkörda, till skillnad från den muslimska befolkningen i Spanien.

## Berömda morer
- Lusius Quietus, romersk general, guvernör över Judéen år 117
- Macrinus, 164–218, berbisk officer, den förste romerska kejsare som inte var senator
- Gildo, en berbisk ledare som revolterade mot romarriket år 398
- Tariq ibn-Ziyad, en berbisk general som besegrade visigoterna och erövrade Iberiska halvön år 711.
- Abd ar-Rahman I, grundare av Umayyademiratet i Córdoba, Spain
- Abbas Ibn Firnas, år 810–887, uppfinnare och fysiker
- Maslamah Ibn Ahmad al-Majriti, död 1007, andalusisk författare av Encyclopedia of the Brethren of Purity och Picatrix.
- Abu al-Qasim al-Zahrawi, läkare som etablerade disciplinen kirurgi år 1000
- Abū Ishāq Ibrāhīm al-Zarqālī (Arzachel), år 1028–1087, astronom, ingenjör och fysiker , uppfinnare av equitorium och ett latitudoberoende astrolabium
- Ibn Badjdja (Avempace), död 1138, fysiker och matematiker som lade grunden till den klassiska mekaniken
- Ibn Zuhr (Avenzoar), 1091–1161, andalusisk läkare och matematiker som upptäckte parasiten och utvecklade den experimentella kirurgin
- Muhammad al-Idrisi, cirka 1100–1166, geograf och matematiker. Skapare av världskartan Tabula Rogeriana
- Ibn Tufail, cirka 1105–1185, författare och matematiker som skrev Hayy ibn Yaqdhan, den första filosofiska romanen
- Ibn Rushd (Averroes), 1126–1198, filosof och matematiker, etablerade Averroismen
- Ibn al-Baitar, död 1248, andalusisk botanist och apotekare
- Abū al-Hasan ibn Alī al-Qalasādī, år 1412–1486, matematiker som påbörjade användandet av symboler matematisk notation inom algebran
- Othello, romanfigur i William Shakespeares pjäs med samma namn, publicerad år 1604
- Estevanico cirka 1503–1539, även känd som moren Stefan, upptäcktsresande i dagens sydvästra USA i spanjorernas tjänst
- Abram Gannibal, Абрам Петро́вич Ганниба́л, 1696—1781, eritreansk fursteson, sedermera militär, som år 1704 hamnade i Moskva och adopterades av Peter den store. Poeten Alexander Pusjkins anfader.

Korsikas vapen med ett morhuvud.

Sardiniens vapen.

## Morer i heraldiken
På Sardiniens vapen och flagga avbildas fyra mörkhyade huvuden med huvudbindel, och den kallas De fyra morernas flagga. Till en början föreställde huvudbindeln en ögonbindel och huvudena var tydligt avhuggna från sina kroppar. Även på Korsikas vapen och flagga kallas det avbildade huvudet för moriskt. Fyra moriska huvuden avbildas också på Aragoniens vapensköld från åtminstone Peter III:s av Aragonien tid. Den ska sedan ha kommit till Sardinien.